# Aero Paracas
AeroParacas es una aerolínea turística peruana que opera en la ciudad de Nasca, departamento de Ica, Perú con base en el Aeropuerto Maria Reiche Neuman. Hace sobrevuelos en las Líneas de Nazca.
Cuenta con más de 27 años sobrevolando las Líneas de Nasca.

## Destinos
- Nazca
- Pisco
- Ica

## Flota
- Cessna 207
- Cessna 206
- Cessna 205
- Cessna 185
- Cessna 172

- Datos: Q5658870